# Eduard Pütsep
Eduard Pütsep   (Lossina, 21 d'octubre de 1898 - Kuusamo, 22 d'agost de 1960) va ser un lluitador estonià que va competir durant la dècada de 1920. Combinà la lluita lliure i la lluita grecoromana. Disputà tres edicions dels Jocs Olímpics, 1920, 1924 i 1928.
Pütsep començà lluitant durant la Primera Guerra Mundial i el 1917 fou tercer en els campionats de Rússia. En la seva primera competició internacional, el 1920 als Jocs d'Anvers, quedà eliminat en semifinals de la categoria del pes ploma de lluita grecoromana. El 1921 fou quart al Campionat del món i el 1922 hi guanyà la medalla de plata. El 1924, als Jocs de París, guanyà la medalla d'or en la competició del pes gall del programa de lluita grecoromana. La darrera participació en uns Jocs fou a Amsterdam, el 1928, on fou sisè en la competició del pes gall de lluita grecoromana i novè en la del pes ploma de lluita lliure, ambdues dins el programa de lluita.
Es va retirar de les competicions el 1933 i participà en els Jocs Olímpics d'Estiu de 1936 com a entrenador principal de l'equip de lluita letó. Durant la Segona Guerra Mundial es va traslladar a Finlàndia, on va continuar entrenant lluitadors. Des de 1977 se celebra un torneig a Võru, Estònia, en record seu.
Pütsep va participar en diverses pel·lícules mudes i era anomenat el "Chaplin estonià". El 1924 va protagonitzar Õnnelik korterikriisi lahendus, dirigida per Konstantin Märska, i el 1925 Tšeka komissar Miroštšenko.